# Microsoft Tablet PC

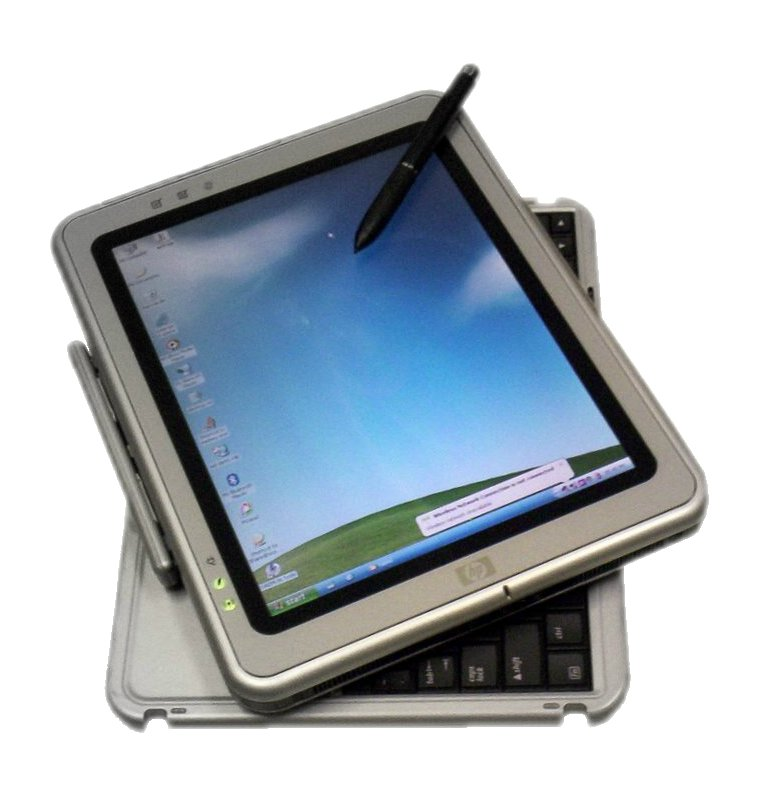
HP Compaq tablet PC з поворотним екраном

Microsoft Tablet PC - апаратно-програмна платформа, що являє собою безклавіатурний або клавіатурний планшетний комп'ютер, який завдяки операційній системі Microsoft Windows Tablet PC Edition підтримує такі нестандартні типи введення даних, як голосове та рукописне введення.
Розроблено компанією Microsoft.

## Презентація платформи
7 листопада 2002 року, в Редмонді (штат Вашингтон), де розташована штаб-квартира Microsoft, була офіційно представлена апаратно-програмна платформа для планшетних комп'ютерів Microsoft Tablet PC.
В урочистій церемонії взяв участь голова ради директорів і головний розробник Microsoft - Білл Гейтс.

Як заявив Білл Гейтс, на презентації платформи: «... платформа Tablet PC відкриває для мобільних комп'ютерів еру нових дивовижних можливостей, які обмежені тільки уявою користувачів. За словами Гейтса, Tablet PC - прекрасний приклад того, як комп'ютери адаптуються до повсякденних потреб людей, які звикли робити нотатки на нарадах, підтримувати бездротовий зв'язок зі своїми колегами або читати документи з екрана. Гейтс упевнений в тому, що у своєму сьогоднішньому вигляді платформа Tablet PC - це тільки перший крок на шляху максимального наближення комп'ютерів до реальних людських потребах».

На презентації були продемонстровані планшетні комп'ютери на платформі Tablet PC, розроблені компаніями Acer, FIC, Fujitsu, Hewlett-Packard, Toshiba, ViewSonic та ін

## Апаратна архітектура
Сенсорний дисплей Tablet PC, що володіє високою роздільною здатністю, виступає в ролі електронного листа паперу, на якому можна писати, малювати, а також працювати в будь-яких додатках для Windows, включаючи мультимедійні програми, браузери та поштові клієнти.
Апаратна частина Tablet PC заснована на архітектурі IBM PC-сумісних комп'ютерів і використовує процесори з набором інструкцій Intel x86, розроблені для ноутбуків і має наднизьке енергоспоживання.

## Програмна частина
Для Tablet PC була розроблена спеціальна версія операційної системи - Windows XP Tablet PC Edition, в якій реалізована система рукописного введення даних через сенсорний дисплей.
Так само компанія Microsoft для платформи Tablet PC розробила кілька спеціалізованих додатків.
У комплекті з планшетним комп'ютером поставляються розширення до офісного пакету Microsoft Office XP, що дозволяють використовувати можливості сенсорного дисплея при роботі з такими програмами, як Outlook, Word, Excel і PowerPoint.
Крім того було оголошено про випуск спеціальної версії програми Microsoft Reader for Tablet PC для читання електронних книг.

Як заявив Білл Гейтс, такі друковані періодичні видання, як The New Yorker, Forbes, Slate Magazine і Financial Times планують випускати свої електронні версії для читання за допомогою Microsoft Reader .

### «Електронне чорнило»
Компанія Microsoft розумно вирішила не чекати прориву в області розпізнавання рукописного введення, а використовувати найпростіший шлях - зберігати рукописні замітки в незмінному графічному вигляді. Microsoft вважає, що більшість людей, в тому числі менеджери, люблять накидати щось від руки на нарадах, в дорозі або на робочому місці - і зовсім не обов'язково, що ці рукописи необхідно переводити в редагований електронний текст. Адже рукописними текстами можна також обмінюватися електронною поштою або в програмах з режимом групової роботи - головне, щоб почерк був розбірливим.
Звідси з'явилася технологія «електронного чорнила», яку реалізувала Microsoft на платформі Tablet PC. Спеціальним пером-указкою користувач пише не на клаптику паперу, а на якісному сенсорному екрані. Надалі рукописні нотатки зберігаються в графічному вигляді (не розпізнаються), а для зручності забезпечені засобами індексації та пошуку, щоб зберегти керованість електронного архіву. Писати від руки можна не тільки в текстовому редакторі, але і в будь-якому іншому додатку, включаючи Інтернет-пейджер.
В офіційному прес-релізі також говориться, що Tablet PC буде підтримувати і розпізнавання електронних чорнил переводячи їх в ASCII-текст .

## Ліцензування
Платформа Microsoft Tablet PC ліцензується.
Компанія Microsoft відразу, в 2002 році, видала ліцензії на платформу Tablet PC десятку провідних світових виробників ноутбуків: Acer, Compaq, Fujitsu, Sony, Toshiba та ін
Дизайн і апаратне оснащення залишені на розсуд конкретного виробника, головне, що б Tablet PC був IBM PC-сумісний комп'ютер.

## Розвиток платформи
- У жовтні 2003 року з'явилася програма Microsoft OneNote, що увійшла до складу пакета Microsoft Office System 2003 [3]. Продукт з'явився завдяки розвиткові платформи Microsoft Tablet PC. У Microsoft позиціонують OneNote як заміну звичайному канцелярському блокноту. OneNote призначений для ведення коротких заміток і повинен особливо стати в пригоді користувачам планшетних комп'ютерів, де присутня можливість рукописного введення тексту і додавання заміток.

- 2004 року представник компанії Microsoft розповів що робота з підготовки нової версії Windows для Tablet PC ведеться «повним ходом». Правда, поки не прийнято остаточного рішення про те, чи варто випускати окрему «мобільну версію» Windows Vista або залишити технологію в рамках Tablet Edition OS. Було, тим не менш, згадано, що можливості планшетних ПК та ноутбуків «будуть об'єднуватися» - в 2004 і 2005 роках, наприклад, технологія, найчастіше іменується «електронне чорнило» стане загальновживаною в обох типах комп'ютерів. Серед технологій, які можуть з'явитися в нових версіях Windows Tablet PC edition, були відзначені [4]:

1. «Мобільний центр» для управління допоміжними сполуками
2. Підтримка декількох моніторів (наприклад, Mira) і «допоміжних» дисплеїв розміром від поштової марки до екрану КПК
3. Розширене керування живленням. Microsoft планує доопрацювати, зокрема, інтерфейс користувача
4. Синхронізація пристроїв і файлів
5. Оновлена система розпізнавання рукописного введення тексту
6. Підтримка «жестів» (користувачі Opera і Symbol Commander від Sensiva знайомі з цим) - в термінах Microsoft - Flick

- У травні 2007 року був представлений сенсорний «робочий стіл» Microsoft Surface для Microsoft Windows Vista, що використовував мультитач-інтерфейс.

- У випущеній 22 жовтня 2009 року версії операційної системи Windows 7 підтримка Tablet PC входить майже в усі варіанти постачання ОС (крім найдешевших: «Початкової» і «Базової») [5]. У Windows 7 з'явилася підтримка multitouch-моніторів. Ця можливість була продемонстрована Microsoft на щорічній конференції TechEd'08 в Орландо[6] . В ході демонстрації використовувалася збірка 6.1.6856, а також модель ноутбука з multitouch-екраном.

- У січні 2010 року представлено другу версію сенсорного «робочого столу» Microsoft Surface 2.0 для Mirosoft Windows 7, що використовує мультитач-інтерфейс [7].